# Karl Heinrich Dittmann
Karl Heinrich Wilhelm Dittmann (* 18. August 1907 in Hamburg; † nach 1945) war ein deutscher Prähistoriker und Ägyptologe.

## Leben
Karl Dittmann war ein Sohn des Kaufmanns Bernhard Wilhelm Dittmann (1864–1919) und Anna Catharina, geb. Röttger (1869–1939).
Dittmann besuchte ab Ostern 1914 die Vorschule und dann drei Jahre später die Hauptschule der Oberrealschule St. Georg in Hamburg. 1926 legte er sein Abitur ab.
Er wurde Mitglied der Studienstiftung des Deutschen Volkes und konnte zum Sommersemester ein Studium der Geschichts- und Altertumswissenschaften an der Universität Hamburg beginnen. Hier besuchte er Veranstaltungen u. a. bei Friedrich Keutgen, Conrad Borchling und Paul Hambruch. Dittmann arbeitete gleichzeitig bei Gustav Schwantes als Volontärassistent am Museum für Völkerkunde und Vorgeschichte. Seit 1927 studierte er an der Universität Heidelberg. Hier studierte er neben Ur- und Frühgeschichte Ägyptologie bei Hermann Ranke und Klassische Archäologie bei Ludwig Curtius und später Arnold von Salis. Am Ägyptologischen Institut der Universität Heidelberg, welches von Hermann Ranke geleitet wurde, wurde Dittmann Amanuensis. Im Juli 1931 wurde er bei Ernst Wahle mit der Arbeit „Untersuchungen zur Geschichte der älteren Bronzezeit in Nordwestdeutschland“ promoviert.
Anschließend war er bis 1935 Assistent am Ägyptologischen Institut der Universität Heidelberg, wobei er 1932/33 Ranke vertrat, welcher in den USA weilte. 1932 erhielt er auch das Wülfing-Stipendium des Deutschen Archäologischen Instituts (DAI), für welches er sich mit Empfehlung des Rektors der Universität Heidelberg, aber auch von Ranke und von Salis, beworben hatte. Durch die Vertretungssituation wurde durch Dittmann und Ranke eine Verschiebung der Abreise nach Ägypten auf April, später auf Herbst 1933, angefragt. Gerhart Rodenwaldt, stellvertretender Präsident des DAI, setzte aber fest, dass bei Nichtantritt bis zum 1. April 1933 das Stipendium zurückgefordert worden wäre. Dittmann traf darauf am 21. März 1933 in Kairo ein. Er bereiste Griechenland, Kreta und Italien und kehrte im gleichen Jahr nach Deutschland zurück.
1933/34 war er Hilfsarbeiter an der Ägyptologischen Abteilung der Staatlichen Museen unter Heinrich Schäfer. Ab Oktober 1934 war Dittmann als Nachfolger von Alfred Hermann im Gespräch. Die Suche nach einem Nachfolger für Hermann stellte sich so schwer heraus, dass lediglich Dittmann für die Stelle in Kairo gewonnen werden konnte. So wurde er im Januar 1935 Assistent am Deutschen Institut für ägyptische Altertumskunde in Kairo und blieb in dieser Position bis 31. Januar 1937. In dieser Zeit unternahm er unterschiedliche Forschungsreisen. Im Oktober 1935 war er nach Alexandria gereist und hatte im darauffolgenden Monat Theben besucht. Eine Besuchstour der Museen in Ismailia, Port Said und Tanta schloss sich im August 1936 an. Kurz vor dem Ende seiner Tätigkeit als DAI-Assistent übernahm er in Vertretung für Hermann Junker die Leitung der Merimde-Grabung. Nach seinem Ausscheiden als Assistent wurde Dittmann durch Junker als wissenschaftliche Hilfskraft am Institut weiterbeschäftigt. Er übernahm die Arbeit von Willy Diemke, der sein Nachfolger als Assistent wurde. Mit Unterbrechungen blieb Dittmann bis 1939 am Institut. Vom 1. Oktober 1937 bis 31. Dezember 1938 war er Dozent für Ägyptische Archäologie an der Universität Kairo und war dann bis 31. März 1939 wieder wissenschaftliche Hilfskraft am Kairoer Institut. Vom 25. Januar 1939 bis 4. April 1939 war er in der Merimde-Grabung eingebunden, u. a. mit Christian Pescheck, Joachim Spiegel und Wilhelm Hölscher.
Im April 1939 kehrte Dittmann nach Deutschland zurück und arbeitete bis 30. September 1939 als wissenschaftlicher Mitarbeiter am Römisch-Germanischen Zentralmuseum in Mainz. Zum 23. Oktober 1939 wurde er wissenschaftliche Hilfskraft in der Personal- und Verwaltungsabteilung Referat Z/Chiffrier- und Nachrichtenwesen, Fernsprechzentrale des Auswärtigen Amtes und wechselte behördenintern am 5. Dezember 1940 in das Referat W/Allgemeine wissenschaftliche Beziehungen zum Ausland.
Vom 27. Februar 1943 bis 12. Mai 1944 diente er als Schütze in der Wehrmacht.
Nach seinem Militäreinsatz kehrte er auf Befürworten von Hans Schröder in das Auswärtige Amt zurück und kam in das Referat LVII/Arabisch-Vorderasiatischer Raum. Bereits 1943 wurde Dittmann durch Martin Schede für eine Stelle als Assistent der Zentraldirektion des DAI vorgeschlagen. Auf Erlass des Reichsministers wurde er am 18. August 1944 rückwirkend zum 27. Juli 1944 durch Schröder zum Assistent der Zentraldirektion des DAI ernannt. Bis Kriegsende stand er zusätzlich, weiterhin dem Auswärtigen Amt zur Verfügung. Eigentlich wäre eine Verbeamtung im Auswärtigen Amt möglich gewesen, was Dittmann auch aktiv angestrebt hatte. Durch seine Anstellung am DAI war diese aber gegenstandslos geworden.
Über sein weiteres Schicksal ist nichts bekannt. Er kehrte nicht aus dem Krieg zurück.
Für seine Anstellung war ein Ariernachweis erforderlich und er wurde auf Anweisung Theodor Wiegand, Präsident des DAI, im Januar 1936 in Kairo auf den Führer vereidigt. Am 5. Februar 1938 beantragte er die Aufnahme in die NSDAP und wurde zum 1. April desselben Jahres aufgenommen  (Mitgliedsnummer 5.517.920). Dittmann war auch Mitglied der Deutschen Arbeitsfront.

## Veröffentlichungen
- Die Herkunft des altägyptischen Streitwagens in Florenz. In: Germania. Bd. 18, Nr. 4, 1934, S. 249–252.
- The significance of Egyptian antiquity for the history of European culture. In: Bulletin of the Faculty of Arts of the University of Egypt 4, 1936, ZDB-ID 347222-X, S. 1–15.
- Bericht über archäologische Unternehmungen in Ägypten 1934–1936. In: Mitteilungen des Deutschen Instituts für Ägyptische Altertumskunde in Kairo. 6, 1936, ZDB-ID 206062-0, S. 158 ff.
- Untersuchungen zur Geschichte der älteren Bronzezeit in Nordwestdeutschland. Hamburg 1938, (Heidelberg, Universität, Dissertation, vom 29. September 1938).
- Eine Mantelstatue aus der Zeit der 4. Dynastie. In: Mitteilungen des Deutschen Instituts für Ägyptische Altertumskunde in Kairo. 8, 1939, S. 165–170.
- Ein eiserner Spangenhelm in Kairo. In: Germania. Bd. 24, Nr. 1, 1940, S. 54–58.
- Ein altägyptischer Segelwagen. In: Forschungen und Fortschritte. Nachrichtenblatt der deutschen Wissenschaft und Technik. 17, 1941, ISSN 0367-2794 S. 168–169.
- Der Segelwagen von Medînet Mâdi. In: Mitteilungen des Deutschen Instituts für Ägyptische Altertumskunde in Kairo. 10, 1941, S. 60–78.
- Zum Titel [Aa27 M3 Aa1 X1]. In: Zeitschrift für Ägyptische Sprache und Altertumskunde. 77, 1942, S. 7 ff.
- Goethe und die ‚egyptischen Sachen‘. In: Mitteilungen des Deutschen Instituts für Ägyptische Altertumskunde in Kairo. 12, 1943, S. 96–106.
- Die Bedeutungsgeschichte des ägyptischen Klappstuhls. In: Università degli studi di Pisa (Hrsg.): Studi in memoria di Ippolito Rosellini nel primo centenario della morte. Band 2. Lischi, Pisa 1955, S. 43–56.